# Myles Jury
Myles Madison Jury, född 31 oktober 1988 i Hazel Park i Michigan, är en amerikansk MMA-utövare som sedan 2012 tävlar i organisationen Ultimate Fighting Championship.